# Fusariella indica
Fusariella indica är en svampart som beskrevs av R.Y. Roy & B. Rai 1968. Fusariella indica ingår i släktet Fusariella, divisionen sporsäcksvampar och riket svampar.   Inga underarter finns listade i Catalogue of Life.